# Aliou Siby Badra
Aliou Siby Badra (ur. 26 lutego 1971) – iworyjski piłkarz grający na pozycji pomocnika. W reprezentacji Wybrzeża Kości Słoniowej rozegrał 36 meczów.

## Kariera klubowa
Karierę piłkarską Badra rozpoczął w klubie ASEC Mimosas. W 1993 roku zadebiutował w jego barwach w pierwszej lidze Wybrzeża Kości Słoniowej. Wraz z zespołem ASEC siedmiokrotnie wywalczył mistrzostwo kraju w latach 1993, 1994, 1995, 1997, 1998, 2000 i 2001 oraz zdobył trzy Puchary Wybrzeża Kości Słoniowej w latach 1995, 1997 i 1999. W swojej karierze wygrał także superpuchar kraju (1994, 1995, 1997, 1998, 1999).
W 2001 roku Badra odszedł do tunezyjskiego Club Africain Tunis. Grał w nim w sezonie 2001/2002, a następnie odszedł do saudyjskiego Al-Hilal. W 2003 roku zdobył z nim Puchar Korony Księcia. W 2004 roku zakończył w Al-Hilal swoją sportową karierę.

## Kariera reprezentacyjna
W reprezentacji Wybrzeża Kości Słoniowej Badra zadebiutował w 1993 roku. W swojej karierze pięciokrotnie był powoływany do kadry na Puchar Narodów Afryki.
W 1994 roku podczas Pucharu Narodów Afryki 1994, na którym Wybrzeże Kości Słoniowej zajęło 3. miejsce, Badra rozegrał 2 mecze: ze Sierra Leone (4:0) i z Zambią (0:1).
W 1996 roku Badra wystąpił dwukrotnie w Pucharze Narodów Afryki 1996: z Mozambikiem (1:0) oraz z Tunezją (1:3). Z kolei w 1998 roku Badra zaliczył jeden mecz w Pucharze Narodów Afryki 1998, z Namibią (4:3).
W 2000 roku Badra rozegrał 2 mecze Pucharu Narodów Afryki 2000: z Kamerunem (0:3) i z Ghaną (2:0). Natomiast w 2002 roku wystąpił trzykrotnie w Pucharze Narodów Afryki 2002: z Togo (0:0), z Kamerunem (0:1) i z Demokratyczną Republiką Konga (1:3). Od 1993 do 2002 roku rozegrał w kadrze narodowej 36 spotkań.